# Symplocos speciosa
Symplocos speciosa är en tvåhjärtbladig växtart som beskrevs av William Botting Hemsley. Symplocos speciosa ingår i släktet Symplocos och familjen Symplocaceae. Inga underarter finns listade i Catalogue of Life.